# Linzin 阿哲
Linzin 阿哲（英語：Lin Chin Tse/Linzin，1997年3月20日—），本名林靖哲，臺灣資訊科技YouTuber，主要拍攝電腦、手機、平板等電子產品為主題，目前也加入許多新系列，豐富頻道內容。

## 重要發展歷程
- 2017年2月26日，『【阿哲】改寫人類上廁所歷史的偉大發明 -“尿尿神器”！[#001]』第一部影片發布

- 2018-2019年因發布Facebook上詐騙仿冒品的「詐騙系列」在網路上引起關注[4][5]。

- 自2020年以來開始製播Vlog。截至2023年8月30日，Linzin 阿哲已完結了2020年的美國行[6]、2023年的日本行[7]、韓國行[8]、峇里島行[9]及二次造訪的2023年 Unpacked 韓國行[10]。

- 2021年3月2日，開始上傳YouTube Shorts

- 自2022年3月8日預告／2022年10月9日開啟的新企劃「你敢寄我敢開」是藉由觀眾寄來的手機為主題，讓阿哲與觀眾能有更多互動的企劃，參加資格限制僅在台灣。[11]

- 2022年9月，頻道被駭客盜取，頻道名稱被竄改為 ETH 2.0 [LIVE]，事後有奪回頻道並於2022年9月23日發布影片公布從被盜至奪回帳號的全過程

- 2022年12月11日開啟新企劃「哲週來尬電」，主要是以談話性質為主 分享科技新聞，ˇ與科技圈每週新動態的系列。

- 2023年10月22日新企劃「紅藍配CP」，將兩樣完全無相關的科技事物，以想不到的方式結合在一起，過程即興發揮的新連載系列

- 2024年4月30日，再次遭到駭客攻擊，此次則被竄改名稱為 Ripple，被駭客用於違法的詐騙直播，而後又成功奪回帳號，對於第二次被盜再度發片

- 2024年5月4日，開始新的VLOG系列，「我與_______的街拍日記」，用每集不固定的手機設備拍攝，街景的紀錄式日常影片
- 2024年7月6日，頻道影片來到第400集，影片內容不同於以往的科技相關內容，而是阿哲挑戰翻唱いよわ的歌曲《きゅうくらりん》並重新製作MV。
- 2025年8月9日，頻道影片來到第500集，影片使用神秘的手法展示一台手機，根據觀眾留言，此手機可能是Nokia 3310

## 阿哲Gaming（其他頻道）
- 創立早於阿哲頻道（現在名稱為阿哲Gaming）的 2012年7月20日，是阿哲據他首次踏入YouTuber界，第一個創立的頻道
- 阿哲不定時會在此頻道上發布遊戲實況、遊戲直播的影片

## Linzin 翻譯（其他頻道）
- 創立於2016年9月19日的副頻道，專門上傳國外科技相關的翻譯影片
- 將影片加上翻譯字幕、並翻成多數人都可理解的中文

## 外部連結
- YouTube上的Linzin 阿哲頻道
- Odysee上的Linzin 阿哲頻道 （页面存档备份，存于）
- Linzin 阿哲的Facebook專頁
- Linzin 阿哲的Instagram帳戶